# Opel GT (Roadster)

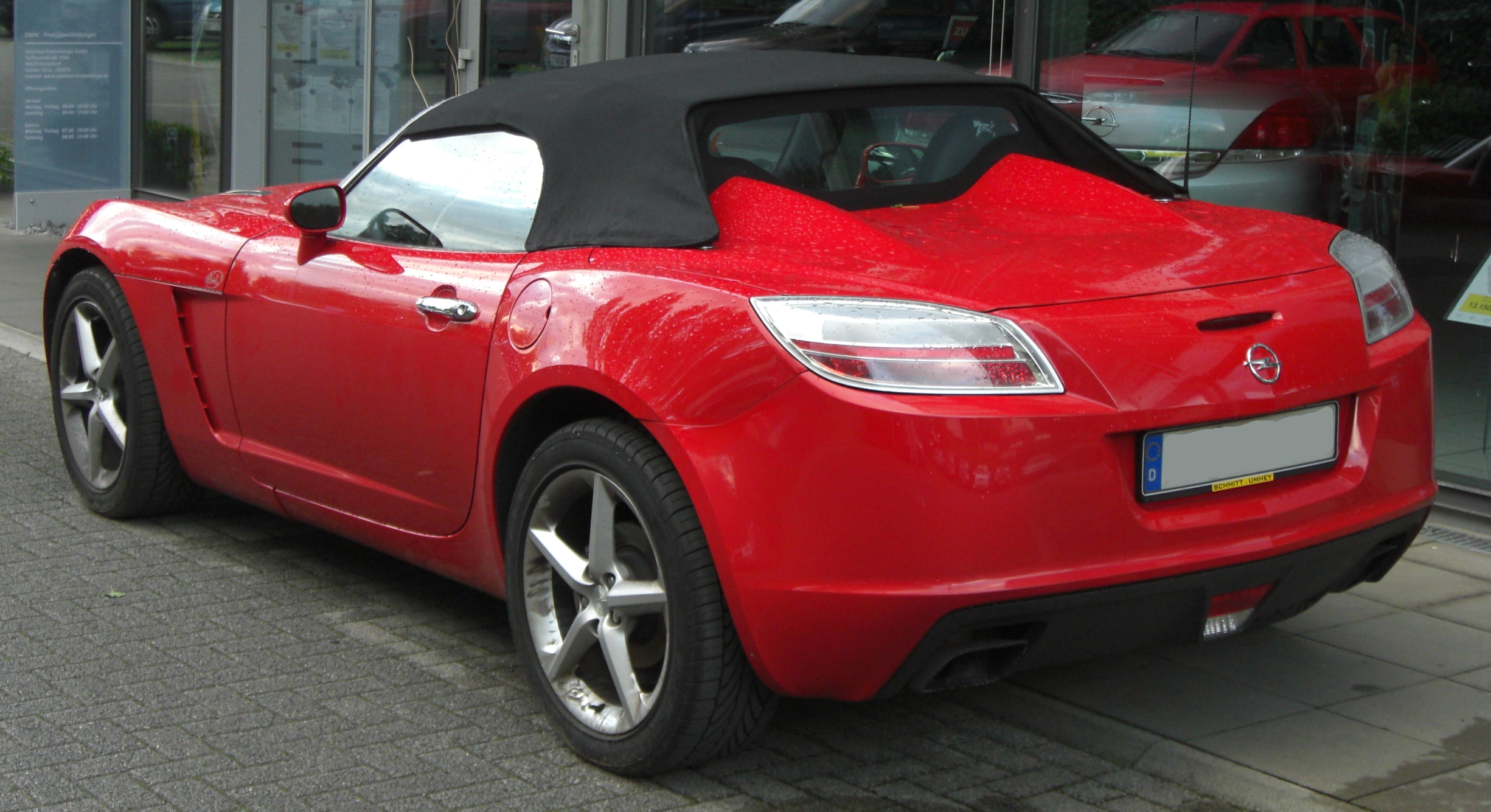
Heckansicht

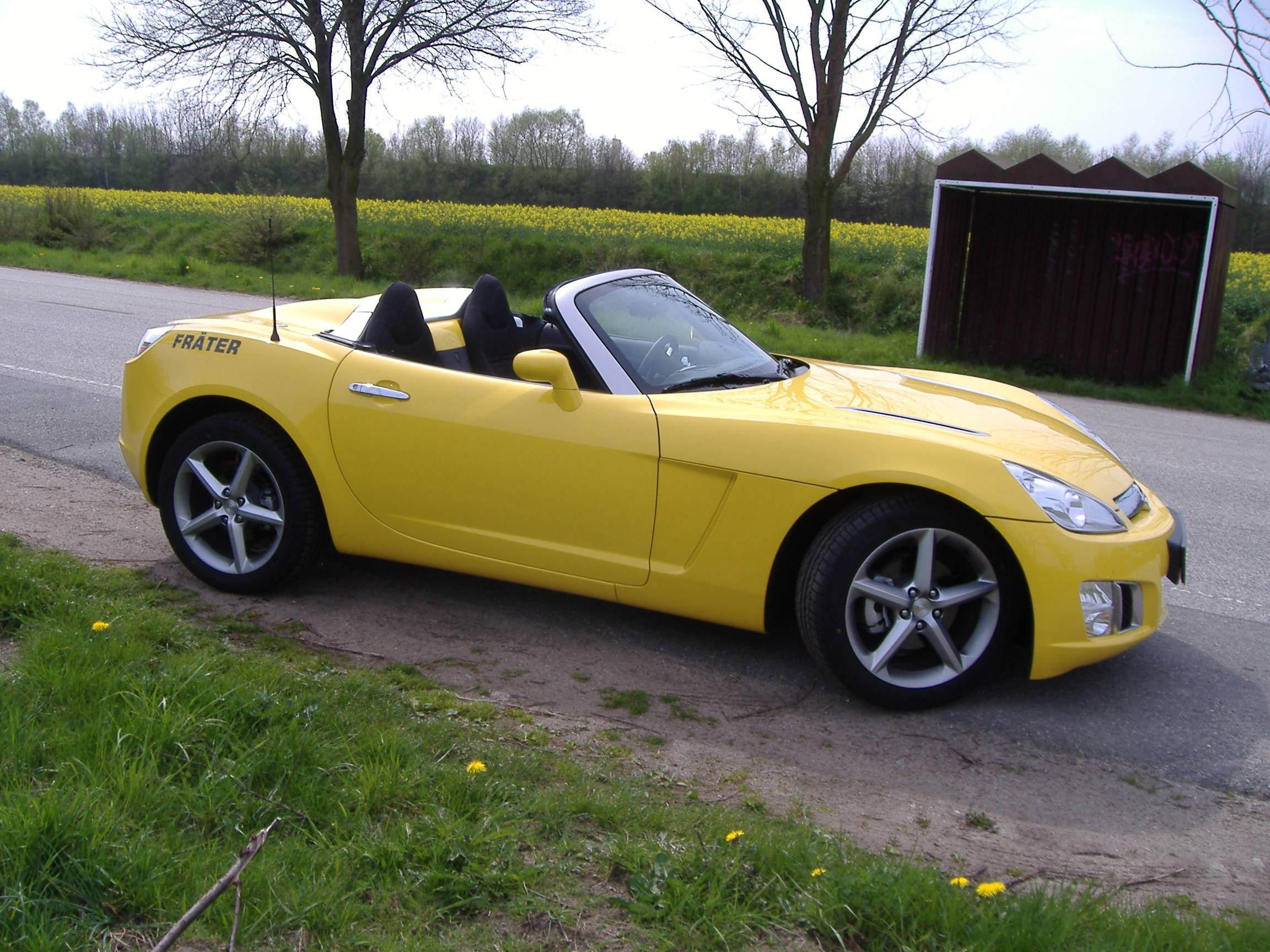
Seitenansicht des offenen Roadsters

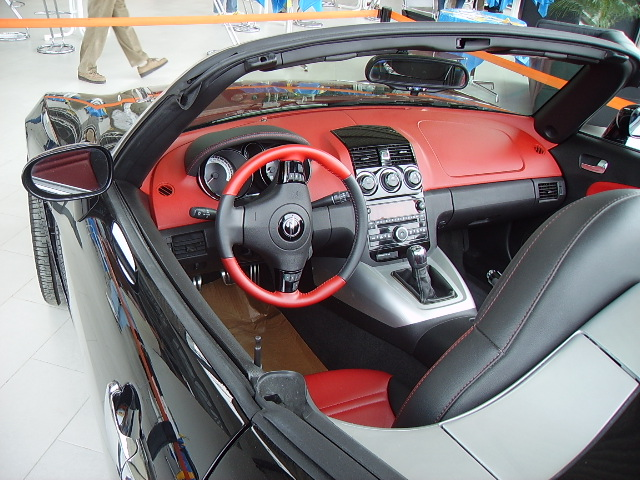
Interieur

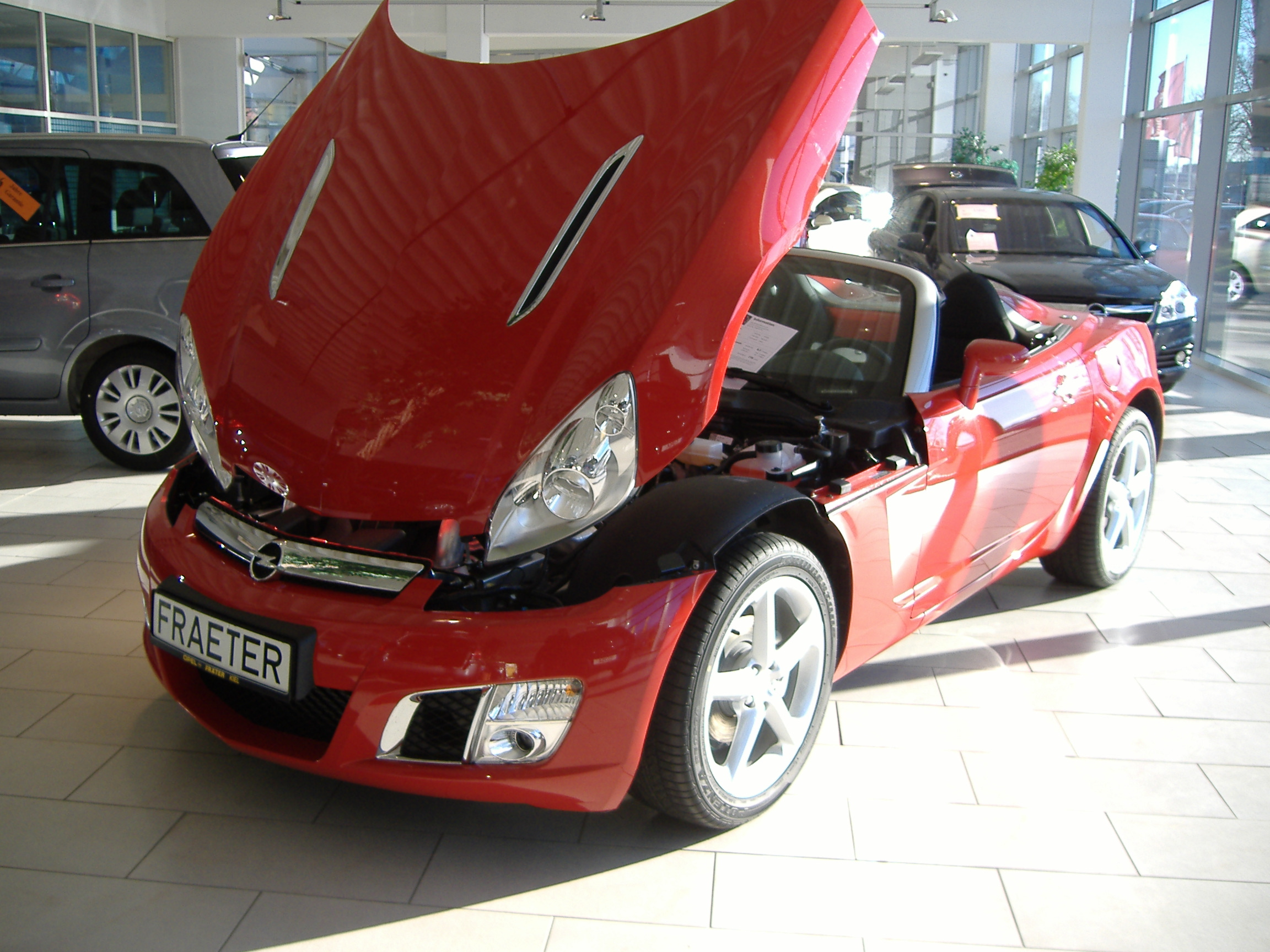
Die nach vorn öffnende Motorhaube des GT

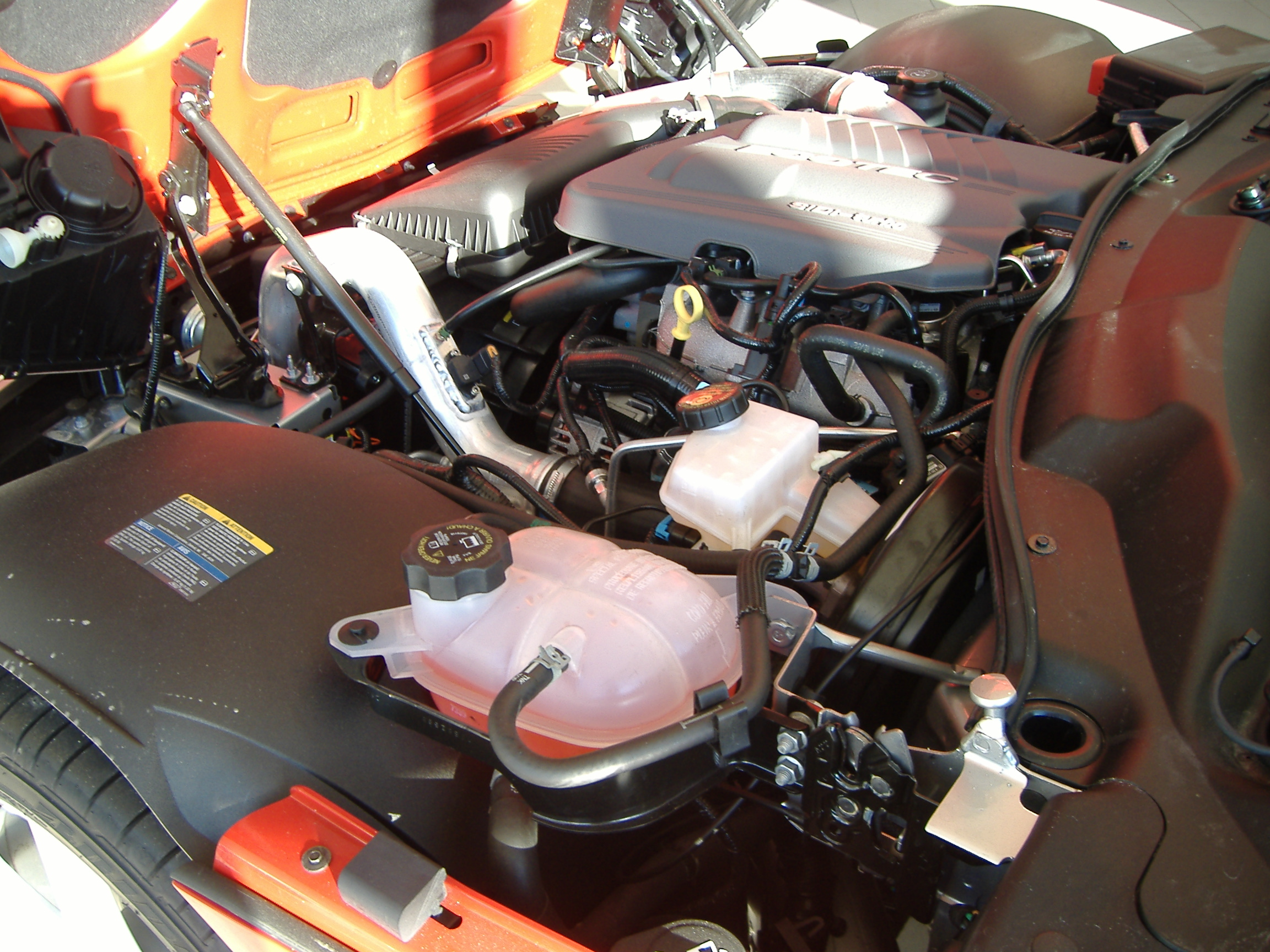
Motorraum

Der Opel GT wurde im März 2006 als Nachfolger des Opel Speedster auf dem Genfer Auto-Salon vorgestellt und dort von einer unabhängigen Fachjury zum Cabrio des Jahres 2007 gewählt.
Im Frühjahr 2007 kam der Roadster auf den europäischen Markt. Beworben wurde er mit den Slogans „Die Legende ist zurück“ und „GT’aime“, einer Anspielung auf das französische „je t’aime“ (deutsch: „Ich liebe Dich“).
Der GT basierte auf der Kappa-Plattform (Motor vorne, Antrieb hinten) des GM-Konzern, zu dem Opel zu diesem Zeitpunkt gehörte, auf der auch die nahezu baugleichen Saturn Sky, Pontiac Solstice und Daewoo G2X aufbauen. Diese Fahrzeuge und der Opel GT wurden in Wilmington im US-Bundesstaat Delaware gebaut. Für das Design der Kappa-Plattform zeichnete der damalige Design Director für General Motors Franz von Holzhausen verantwortlich.
Wie auch schon beim Opel GT aus den 1970er Jahren waren beim Opel GT Roadster diverse Designanleihen von der Chevrolet Corvette (in diesem Fall C6 Cabrio) zu erkennen. Als Beispiel sind zu nennen die seitlichen Luftauslässe (beim Opel GT nur Zierde ohne tatsächliche Öffnung), die vorne angeschlagene Motorhaube, die Grundform der Frontscheinwerfer oder das oft zitierte „Coke-Bottle-Design“.

## Technik
Das Modell verfügt über einen mit 9,2:1 verdichteten 2,0-Liter-Turbo-Ecotec-Vierzylindermotor (Z20NHH, LNF) mit einer Leistung von 194 kW (264 PS) bei 5300/min, Benzin-Direkteinspritzung, doppelter variabler Nockenwellenverstellung und Twin-Scroll-Lader mit Ladeluftkühlung. Der Motor ist vom 2,2-Liter-Motor (Z22SE, L61) abgeleitet, der bereits aus dem Astra, Vectra und Signum bekannt ist. Später wurde der modifizierte Motor mit den Motorcodes A20NHT und A20NFT auch im Opel Insignia mit einer Leistung von 162 bis 184 kW (220 bis 250 PS bei 350 und 400 Nm) und im Astra J OPC mit 206 kW (280 PS) und 400 Nm eingesetzt. Zahlreiche Tuner bieten jedoch Softwarelösungen an, mit welchen die Serienleistung auf 221 bis 235 kW (300 bis 320 PS) angehoben werden kann.
Das maximale Drehmoment von 353 Nm liegt bei 2000/min an, nach Werksangaben beschleunigt der GT von 0 auf 100 km/h in 5,7 Sekunden, die Höchstgeschwindigkeit liegt bei abgeregelten 229 km/h bei einem Durchschnittsverbrauch von 9,2 l/100 km. Die Angabe von 5,7 Sekunden auf 100 km/h wurde aufgrund des amerikanischen Wertes (0–60 mph) hochgerechnet; 60 mph entsprechen jedoch nur 96 km/h und nicht 100 km/h. Nach Messung durch Autobild Sportscars beschleunigt der Opel GT in 6,3 Sekunden auf Tempo 100.
Der Opel GT ist 4100 mm lang, 1813 mm breit, 1274 mm hoch und verfügt über 2415 mm Radstand. Das Leergewicht liegt mit bis zu 1406 kg hingegen deutlich über dem des Speedster Turbo (930 kg Leergewicht). Zur Serienausstattung gehört ein manuelles Stoffverdeck, eine manuelle Klimaanlage, ein manuelles 5-Gang-Getriebe und ein Sperrdifferential mit bis zu 70 % Sperrung.
Die Räder sind an doppelten Dreiecksquerlenkern aus Aluminium an beiden Achsen aufgehängt. Die Front-Heck-Gewichtsverteilung ist mit 51 : 49 nahezu optimal ausbalanciert.
Überwacht wird das Fahrverhalten durch das vierstufige elektronische Stabilitätsprogramm (ESP), bei Opel: ESC (Electronic Stability Control) bei dem folgende Modi wählbar waren:
- Normal, ohne Anzeige (ESP ein, Traktionskontrolle, bei Opel: Antriebsschlupfregelung ein),
- ASR aus (ESP ein, Antriebsschlupfregelung aus),
- Sportbetrieb (ESP greift später ein und lässt kleine Driftwinkel zu, Antriebsschlupfregelung aus) und
- ESC aus / ASR aus (ESP aus, Antriebsschlupfregelung aus).

Weiteres Merkmal des Chassis ist eine Torsionsstütze zwischen Getriebe und Hinterachse, die Lastwechselreaktionen beim Beschleunigen und Bremsen auffängt.
Das Stoffverdeck ist nur manuell bedienbar. Nach der elektrischen Entriegelung der Finnen und des Verdeckdeckels kann das Dach manuell entriegelt und hochgeklappt werden. Zum Verstauen musste der Fahrer das Fahrzeug verlassen, den entriegelten Verdeckdeckel manuell öffnen, das Dach im Dachraum versenken und die Verdeckklappe wieder schließen. Beim Schließen müssen zusätzlich zwei Finnen manuell heruntergeklappt werden und in Öffnungen des Verdeckdeckels verriegelt werden.
Ein nennenswerter Kofferraum ist nicht vorhanden, da sich der Kraftstofftank oberhalb der Hinterachse, also im Kofferraum befindet. Das Fahrzeug war auf Fahrspaß und weniger Weise auf Alltagstauglichkeit ausgelegt.
Beim Anheben des Fahrzeugs mittels Bühne oder Rangierwagenheber besteht die Gefahr, die aus GFK Material bestehenden Kotflügel im Schwellerbereich zu beschädigen.
Erhältlich war der Opel GT in den Farben onyxschwarz, nachtblau, solargelb, metallgrau, damastsilber, granitgrau, eifelblau und viktoriarot.
Der Preis in der Grundausstattung betrug:
- 29.900 € (Stand: 16. Oktober 2006), bzw.
- 30.675 € (Stand: 30. November 2006), bzw.
- 32.180 € (Stand: 2. April 2007), bzw.
- 32.400 € (Stand: 1. Juni 2008).

Die Aufpreisliste enthielt lediglich ein „Premium-Paket“ (Teillederausstattung der Sitzflächen in ebenholzschwarz oder kobaltrot/ebenholzschwarz, aus PVC: Sitzwangen, Kopfstützen und Türverkleidungen, sowie 6-fach CD-Wechsler ohne USB-Anschluss und separater  Endstufe) für 1285 € und Brillant- bzw. Zweischicht-Metallic-Lackierung für 205 bzw. 475 €, bzw. ab 1. Juni 2006: 320 € (Brillantlackierung) und 590 € (Zweischicht-Schicht Metalliclackierung).

### Besondere Merkmale des Motors
- Stahlgeschmiedete Kurbelwelle
- Geschmiedete Pleuelstangen
- Zwei gegenläufige Ausgleichswellen
- Turbolader mit geteiltem Einlasskanal (Twin-Scroll-Lader) mit Schubumluftventil
- Direkteinspritzung über Mehrloch-Einspritzdüsen
- Natriumgekühlte Auslassventile

## Ausstattung
- 8×18-Zoll-Leichtmetallräder mit Reifen 245/45 R 18
- Sperrdifferential mit Sperrwirkung bis zu 70 %
- ABS, ESP, abschaltbar
- Doppeldreiecksquerlenker aus Aluminium vorn und hinten
- Manuelles Softtop mit beheizbarer Vollglas-Heckscheibe
- Manuelle Klimaanlage
- Fahrer- und Beifahrerairbag
- Geschwindigkeitsregler
- Nebelscheinwerfer
- Zentralverriegelung mit Funkfernbedienung
- Radio mit MP3-fähigem CD-Player und Lenkradfernbedienung (6-fach CD-Wechsler und separater Monsoon-Verstärker nur in Verbindung mit „Premiumpaket“)

## Produktions- und Zulassungszahlen
Das Werk in Wilmington wurde nach 107.658 produzierten Fahrzeugen am 31. Juli 2009 geschlossen, womit auch die Fertigung des Opel GT eingestellt wurde. Von ihm wurden 7519 Fahrzeuge hergestellt, die sich folgendermaßen auf die Modelljahre verteilen:
- 2007: 2365 Stück
- 2008: 4851 Stück
- 2009: 301 Stück
- 2010: 2 Stück

Zwischen 2006 und 2011 sind in der Bundesrepublik Deutschland 4191 GT neu zugelassen worden. Mit 1600 Einheiten war 2008 das erfolgreichste Verkaufsjahr.
|  |

|  |

|  |

|  |

|  |

|  |

|  |

|  |

|  |

|  |

|  |

|  |

|  |

|  |

|  |

|  |

|  |

|  |

|  |

|  |

|  |

|  |

|  |

|  |

|  |

|  |

|  |

|  |

|  |

|  |

|  |

|  |

|  |

|  |

|  |

|  |

|  |

|  |

|  |

|  |

|  |

|  |

|  |

|  |

|  |

|  |

|  |

|  |

|  |

|  |

|  |

|  |

|  |

|  |

|  |

|  |

|  |

|  |

|  |

|  |

|  |

|  |

|  |

|  |

|  |

|  |

|  |

|  |

|  |

|  |

|  |

|  |

|  |

|  |

|  |

|  |

|  |

|  |

|  |

|  |

|  |

|  |

|  |

|  |

|  |

|  |

|  |

|  |

|  |

|  |

|  |

|  |

|  |

|  |

|  |

|  |

|  | Benziner (4.191) |

|  | Benziner (4.191) |